# 广州市番禺区职业技术学校
番禺职业技术学校，又名番禺农校；位于中国广州市番禺区桥南街，是一所广东省一级学校及国家级重点职业中学。

## 简介
番禺职业技术学校前身为番禺农校（注：现学园校区分为番禺职业技术学校-北校区、番禺职业技术学校-南校区），于1949年3月28日在广州市的白云区人和镇成立，办学初期主要教学内容为耕种及养殖等技术。后于2004-05-21由广州市番禺区成人中等专业学校更名为广州市番禺区工贸职业技术学校。再于2011年2月更名为广州市番禺区职业技术学校。